# Me.P-1111
Messerschmitt P.1111 был реактивным истребителем/перехватчиком, разработанным компанией Messerschmitt для Люфтваффе в конце Второй мировой войны.

## История
Во время Второй мировой войны немецкая компания Messerschmitt AG разработала три самых известных самолёта, участвовавших в конфликте: Bf 109 с пропеллером, Me 163 «Комет» с ракетным двигателем и Me 262 «Швальбе» с реактивным двигателем. Помимо этих проектов, существует большое количество других предложений и конструкторских разработок, некоторые из которых хранятся в Люфтваффе для возможной разработки, в то время как другие остаются внутренними исследовательскими проектами или несколькими карандашными набросками. P. 1111 был одним из многих проектов, которые так и не стали одноместными реактивными истребителями. Самолёт был создан в рамках программы P. 1112, которая стала последней разработкой Мессершмитта с реактивным двигателем во время войны, в ответ на внезапный переход к бесхвостой компоновке самолётов Мессершмитта. Чтобы продвинуть усилия P. 1112, в январе 1945 года были заказаны проектные исследования, и сам Вилли Мессершмидт лоббировал, что они будут разработаны по аналогии с бесхвостыми самолетами, поскольку он увидел, что несколько других бесхвостых конфигураций вызвали интерес и одобрение в воздухе. Несмотря на возражения некоторых членов его инженерной команды, проект продвигался вперед, как будто не было никаких отступлений, чтобы повысить шансы отчаявшегося немецкого правительства выбрать самолет Messerschmitt. P. 1111 стал первым проектом с планером в форме основного самолёта с крыльями, стреловидными на 45 градусов. Несмотря на то, что используется один вертикальный стабилизатор, в конструкции нет других настоящих стабилизирующих поверхностей. Основные плоскости крыльев имеют большую площадь, поэтому они почти образуют настоящий треугольный планёр. Помимо стреловидности передней кромки, задняя кромка основного самолёта также была стреловидной. Для модели с трубчатым фюзеляжем в качестве силовой установки был выбран турбореактивный двигатель, который будет засасывать воздух через два овальных воздухозаборника, расположенных по обеим сторонам носа, через воздуховоды, опоясывающие стену кабины, и подавать его в единственный реактивный двигатель, установленный сзади. Кабина расположена в задней части носовой части, а корневая часть крыла простирается вниз от боков и от носа до выхлопных отверстий под хвостовой частью. Трёхстоечное шасси состоит из передних стоек с одним колесом в крайних положениях носовой части и основных стоек с одним колесом под корпусом самолёта ближе к середине. По крайней мере, изначально планировалось спроектировать самолет с основным крылом таким образом, чтобы он был «мокрым» и вмещал большую часть запасов топлива, необходимых испытывающему жажду реактивному двигателю, но при разработке так и не была четко очерчена сеть, которая будет использоваться. Кабина пилотов также оборудована системой наддува для полетов на большой высоте (главным врагом которой станет высоколетающий американский тяжелый бомбардировщик Boeing B-29 Superfortress) и катапультными креслами для пилотов. Планируемое вооружение включает 2 30-миллиметровые пушки MK-108 в носовой части и 2 30-миллиметровые пушки MK-108 в крыльях (по одной на каждое крыло). Вторая группа боеприпасов хранилась в отсеке в задней части кабины. Компактный истребитель оснащён одним турбореактивным двигателем Heinkel-Hirth HeS 011 с тягой 2866 фунтов. Характеристики можно оценить только приблизительно, так как ни один P. 1111 так и не был построен и не поднялся в воздух. Крейсерская скорость более 500 миль в час, желаемая скорость набора высоты 4690 футов в минуту. Дальность полёта составляет около 1500 километров, но фактическое время полёта ограничено примерно 1,8 часа. Максимальная высота полёта составляет почти 14 000 метров. В марте 1945 года, когда ситуация на фронте в Германии достигла катастрофических масштабов, проект P. 1111 был представлен чиновникам Министерства авиации. После краткого рассмотрения было решено внести некоторые изменения: кабина пилота была перенесена в переднюю часть фюзеляжа, что потребовало переноса носового вооружения в крылья. Из-за уменьшения пространства в крыльях топливные баки были перенесены в сам фюзеляж. Дополнительные модификации крыльев, в первую очередь уменьшение их площади, привели к незначительному изменению ожидаемых характеристик. Самолёт был повторно представлен на испытания под названием «P. 1112», но в конечном итоге проект потерпел неудачу в связи с окончанием войны в Европе в мае, что, в свою очередь, лишило его перспектив на дальнейшие официальные испытания.

## Технические характеристики
Общие характеристики
- Экипаж: 1
- Длина: 8,92 м (29 футов 3 дюйма)
- Размах крыльев: 9,16 м (30 футов 1 дюйм)
- Площадь крыла: 28,0 м2 (301 кв. фут)
- Снаряженная масса: 2740 кг (6041 фунт)
- Общий вес: 4282 кг (9440 фунтов)
- Запас топлива: 1250 кг (2756 фунтов)
- Силовая установка: 1 × турбореактивный двигатель Heinkel HeS 011A , тяга 12,74 кН (2865 фунтов-сил) Производительность
  - Максимальная скорость: 900 км/ч (560 миль/ч, 490 узлов) на уровне моря
  - 995 км/ч (618 миль/ч; 537 узлов) на высоте 7000 м (23 000 футов)
  - Скорость посадки: 155 км/ч (96 миль/ч; 84 узла)
  - Длина посадочной полосы: 450 м (1480 футов)
  - Скорость сваливания: 155 км/ч (96 миль/ч, 84 узла) при 1/3 топлива и полном боекомплекте
  - Дальность: 1500 км (930 миль, 810 морских миль)
  - Рабочая высота: 14 000 м (46 000 футов) и выше
  - Скорость набора высоты: 23,7 м/с (4670 футов/мин) на уровне моря
  - Разбег при взлете: 600 м (2000 футов)  Вооружение
  - Орудия: 4 × 30-мм пушки MK 108 (две в носовой части и ещё две в крыльях)[1]